# Cantó de Luynes
El cantó de Luynes és un cantó francès del departament de l'Indre i Loira, situat al districte de Tours. Té 5 municipis i el cap és Luynes.

## Municipis
- Fondettes
- Luynes
- La Membrolle-sur-Choisille
- Mettray
- Saint-Étienne-de-Chigny

## Història
| Data d'elecció                           | Identitat        | Partit        | Qualitat |
| ---------------------------------------- | ---------------- | ------------- | -------- |
| 1973-1985                                | Claude Griveau   | Divers droite |          |
| 1985-1993                                | Jean Roux        | RPR           |          |
| 1993-1998                                | Jean-Paul Leduc  | UDF           |          |
| 1998-2011                                | Joseph Masbernat | PS            |          |
| 2011-                                    | Joël Ageorges    | Divers gauche |          |
| les dades anteriors no són pas conegudes |                  |               |          |
|                                          |                  |               |          |